# Forcipomyia cantabrica
Forcipomyia cantabrica är en tvåvingeart som först beskrevs av Gabriel Strobl 1900.  Forcipomyia cantabrica ingår i släktet Forcipomyia och familjen svidknott.
Artens utbredningsområde är Spanien. Inga underarter finns listade i Catalogue of Life.